# Francisco Cristancho Camargo
Francisco Cristancho Camargo (* 27. September 1905 in Iza; † 9. Februar 1977 in Bogotá) war ein kolumbianischer Komponist, Arrangeur, Posaunist, Gitarrist und Orchesterleiter.
Der Sohn des Coronel Belisario Cristancho besuchte die Schule in Tunja und dann das Collegio Boyacá. In dieser Zeit gründete er mit Mitschülerin ein Trio aus Tiple, Gitarre und Bandola  und war Schlagzeuger in der Banda de Música del Departamento. Während seiner Militärzeit spielte er Bombardin in der Band seines Bataillons.
Ab 1922 studierte er am Conservatorio Nacional de Música in Bogotá im Hauptfach Posaune, außerdem schloss er sich der Estudiantina Pedro Morales Pinos an. 1924 wurde er Erster Posaunist des Orquesta Sinfónica del Conservatorio, kurz darauf Erster Posaunensolist und Erster Solobariton der Banda Sinfónica de la Policía. Zur gleichen Zeit entstanden auf Anregung von Morales Pino seine ersten Kompositionen.
1929 wurde er gemeinsam mit Emilio Murillo und Alejandro Wills als Vertreter Kolumbiens zur Weltausstellung in Barcelona entsandt. Er beschloss, in Europa zu bleiben und trat in den folgenden Jahren mit den Orchestern Harry Flemings, Andrés Moltós, Marek Webers und anderer in den bedeutendsten Cabarets des Kontinents wie dem Casablanca, dem Maipú, dem Gong, dem Lido und dem Alcázar auf.
Schließlich ließ er sich in San Sebastián nieder. Bei Ausbruch des Spanischen Bürgerkrieges trat er in die Reihen der Republikaner ein und beteiligte sich insbesondere an der Rettung von Frauen, Kindern und alten Menschen nach Frankreich. 1937 kehrte er nach Kolumbien zurück. Dort gründete er das Orquesta Universal und kurz darauf das Orquesta Sudamérica, aus deren Fusion das Orquesta Ritmo entstand. Mit diesem trat er erfolgreich in den Tanzsälen der Hotels Granada und Ambassador in Bogotá auf. 1939 gründete er das Orquesta Francisco Cristancho und trat als Solo-Bariton und Euphoniumspieler der Banda Nacional bei.
Im Jahr 1940 heiratete Cristiancho die Schauspielerin Sofía Hernández, und im Folgejahr wurde sein Sohn Francisco geboren, der ebenso wie sein 1946 geborener Bruder Mauricio später eine musikalische Laufbahn einschlug. Cristiancho selbst wurde 1946 Dirigent des Orquesta Sinfónica de Colombia und künstlerischer Leiter des Radiosenders La Voz de Colombia.
Zwischen 1950 und 1961 unternahm Cristiancho mit seiner Familie eine ausgedehnte Tournee durch Venezuela, Brasilien und Trinidad und Tobago. Er leitete auf dieser Tournee zahlreiche kommunale Bands und die Banda de la Marina von Rio de Janeira und trat als Gitarrenduo mit dem Brasilianer Mussapere auf.
Nach der Rückkehr nach Kolumbien beteiligte er sich an der Gründung der Urheberrechtsorganisation Sayco und des Sindicato Nacional de Músicos. Die Departementsregierung von Boyacá berief ihn 1961 zum Leiter der La Banda Departamental mit Sitz in Tunja. Nach einem ersten Schlaganfall 1968 musste er sich als ausübender Musiker zurückziehen, blieb aber als Komponist aktiv.